# Összetett kordofon hangszerek

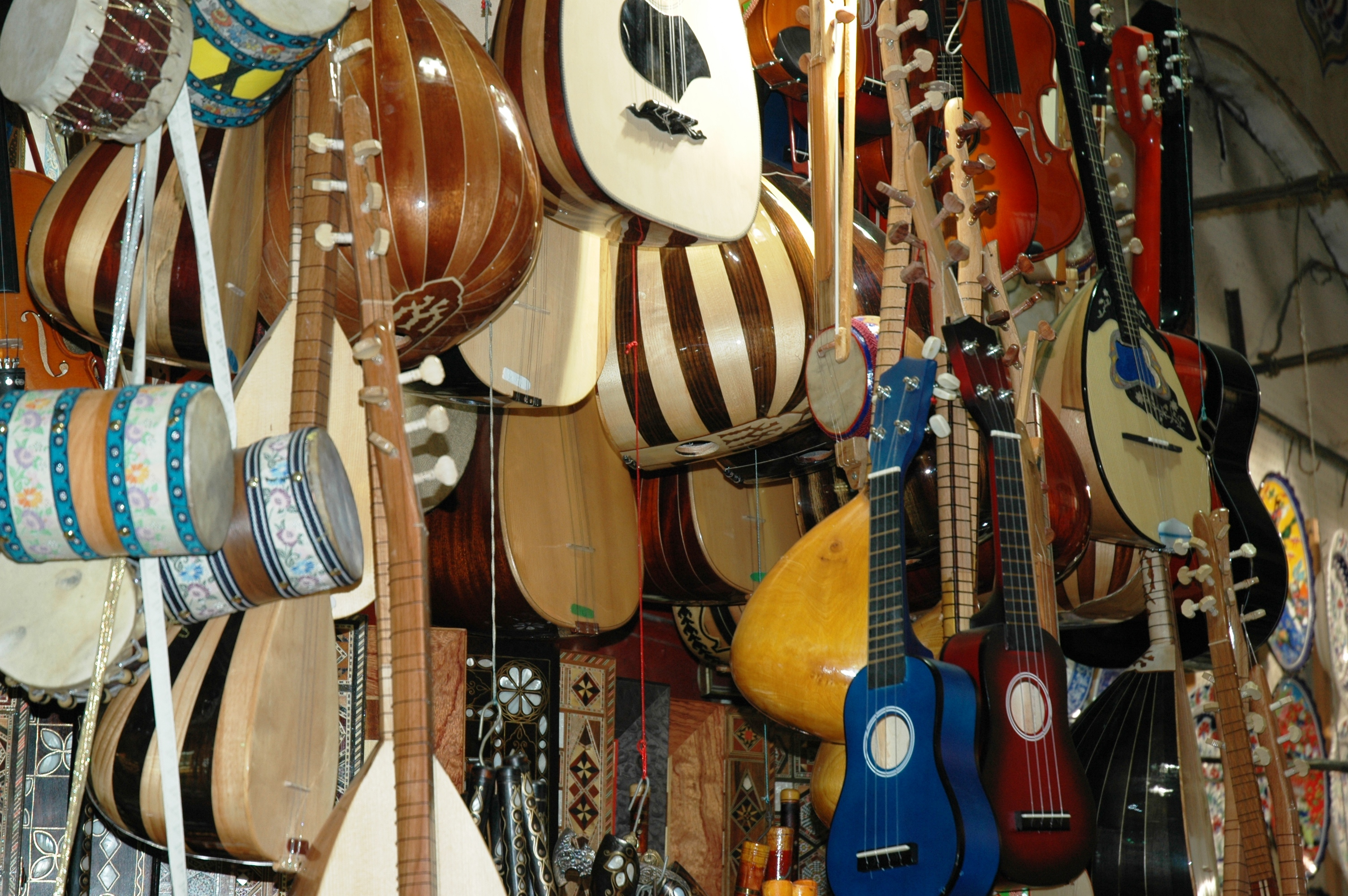
Összetett kordofonok összetéve egy bazárban

Az összetett kordofon hangszerek a hangszerek Sachs–Hornbostel-féle osztályozása szerint a kordofon hangszerek egyik alapvető kategóriája az egyszerű kordofon hangszerek, más néven citerák mellett.
Az összetett kordofonok az eredeti definíció szerint olyan húros hangszerek, melyek egy húrhordozóból és egy  rezonátortestből állnak úgy, hogy ezek egymással szerves, a hangszer tönkretétele nélkül nem megbontható kapcsolatban vannak. Az egyszerű kordofon hangszerek húrjai egyszerűen egy húrhordozó test két végpontja között feszülnek; rezonátortestük, ha van egyáltalán, csak ehhez a húrhordozóhoz kapcsolódik és elvileg le is választható róla. Az összetett kordofon hangszereknél ezzel szemben a húr egyik vége kapcsolódik csak közvetlenül egy húrhordozóhoz, a másik vége, pontosabban rezgési végpontja a rezonátortesthez csatolódik. Ha eltávolítjuk a rezonátortestet, az egész hangképző apparátus megbomlik, használhatatlanná válik.
A többhúros összetett kordofonok lehetnek hárfák, lantok vagy hárfalantok.
- A hárfa húrjainak síkja merőleges a tetőlapra, a húrok végpontjainak vonala a tető hossztengelyébe esik, a nyak felé mutat.
- A lant húrjai nagyjából párhuzamosak a tetőlappal, a húrok rezgési végpontjainak vonala – a húrláb – merőleges a tető hossztengelyére.
- A hárfalant húrjai a hárfához hasonlóan a tetőre merőleges síkban vannak, de a húrok rezgési végpontjainak vonala a tetőlap síkjára merőleges: olyan fogazott húrlába van, amelyhez a húrok egymás fölött csatlakoznak. Ezt a hangszerosztályt gyakran a hárfák egy altípusaként kezelik („bridge harp”).